# Jessica Fièvre
Michèle-Jessica Fièvre, née le 29 avril 1981, est une écrivaine et éducatrice d'origine haïtienne qui vit en Floride depuis 2002.

## Biographie
Jessica Fièvre est née à Port-au-Prince en 1981,. Elle y a été en partie éduquée (éducation primaire et secondaire). Vivant en Floride depuis 2002, elle a obtenu une licence a l'Université Barry à Miami et une maîtrise en écriture créative de l'Université internationale de Floride.
Elle a publié son premier roman mystère Le Feu de la vengeance à l'âge de 16 ans. À 19 ans, elle signe son premier contrat de livre pour un roman pour jeunes adultes. Jessica Fièvre a été rédactrice en chef de l'anthologie 2012 Ainsi parla la terre / Tè a pale / So Spoke the Earth. Elle est secrétaire de Women Writers of Haitian Descente, une organisation basée en Floride. Elle a publié des articles en anglais et en français dans plusieurs revues littéraires américaines. Elle a travaillé comme traductrice et interprète et a enseigné dans un collège à Davie. Plus récemment, elle a été professeur au Miami Dade College . Jessica Fièvre est rédacteur en chef de la revue littéraire Sliver of Stone.
Elle est à la tête de la société d'édition de Floride Lominy Books.

## Œuvres[1]
- La Bête, roman (1999)
- L'Homme au pardessus jaune, histoires (2000)
- Thalassophobie, roman (2001)
- La Statuette maléfique, littérature jeunesse (2001)
- Les Hommes en Rouge: l'éclipse, roman (2003)
- La Bête II: Métamorphose, roman (2005)
- Les Fantasmes de Sophie, roman (2007)
- Le Fantôme de Lisbeth, littérature jeunesse (2007)
- Sortilège haïtien, roman (2011)
- I am Riding, littérature jeunesse (2013), en anglais, français et créole[4]
- Un ciel la couleur du chaos, mémoire (2015)